# Cromínia
| Cromínia                     | Cromínia                                     |
| ---------------------------- | -------------------------------------------- |
|                              |                                              |
| Wappen                       | Flagge                                       |
| Wappen von Cromínia          | Flagge von Cromínia                          |
| Karten                       |                                              |
|                              |                                              |
| Basisdaten                   |                                              |
| Staat:                       | Brasilien (BRA)                              |
| Bundesstaat:                 | Goiás (GO)                                   |
| Mesoregion:                  | Süd-Goiás                                    |
| Mikroregion:                 | Meia Ponte                                   |
| Angrenzende Gemeinden:       | Hidrolândia, Professor Jamil, Mairipotaba    |
| Distanz zu Goiânia:          | 87 km                                        |
| Geografische Lage:           | 17° 17′ S, 49° 23′ W                         |
| Zeitzone:                    | UTC-3 Sommer: UTC-2                          |
| Fläche:                      | 369,917 km²                                  |
| Einwohner:                   | 3.555                                        |
| Bevölkerungsdichte:          | 9,6 Einwohner / km²                          |
| Höhe:                        | 694 m                                        |
| Postleitzahl (CEP):          | 75635-000                                    |
| Telefonvorwahl:              | +55 64                                       |
| Adresse der Stadtverwaltung: | Praça Antônio Parreira Duarte Castelo Branco |
| Offizielle Webseite:         | keine (Oktober 2011)                         |
| Jahrestag:                   | 12. November                                 |
| Gemeindegründung:            | 1953                                         |
| Politik                      |                                              |
| Bürgermeister:               | Antônio Vieira Rosa (PPS), 2009–2012         |
| Vize-Bürgermeister:          |                                              |

Cromínia ist eine politische brasilianische Gemeinde im Bundesstaat Goiás. Sie liegt südlich von Goiânia, der Hauptstadt des Bundesstaates, und südwestlich von Brasília.

## Geographische Lage
Cromínia grenzt
- im Norden an Hidrolândia und grenzt damit an die Metropolregion Goiânia
- im Osten an Professor Jamil
- im Süden und Westen an Mairipotaba